# Caleb Swanigan
Caleb Sylvester Swanigan (18 de abril de 1997 — 20 de junho de 2022) foi um basquetebolista profissional estadunidense. Ele jogou basquete universitário pelo Purdue Boilermakers na Universidade Purdue de 2015 a 2017. Natural de Indianápolis, Indiana, Caleb jogou pelo Portland Trail Blazers entre 2017 e 2019, e por pouco tempo em 2020. Entre 2019 e 2020 jogou pelo Sacramento Kings.
Caleb morreu em 20 de junho de 2022 em Fort Wayne, Indiana, aos 25 anos.